# Eriospermum fragile
Eriospermum fragile är en sparrisväxtart som beskrevs av Pauline Lesley Perry. Eriospermum fragile ingår i släktet Eriospermum och familjen sparrisväxter. Inga underarter finns listade i Catalogue of Life.